# Vallorbe
Vallorbe est une commune suisse du canton de Vaud, située dans le district du Jura-Nord vaudois.
Elle est située dans un vallon du massif du Jura, sur le cours de l'Orbe, entourée notamment par la chaîne de la Dent de Vaulion et par celle du Mont d'Or.
Vallorbe, dont l'existence est attestée depuis le XIIe siècle, s'est notamment fait connaître par sa longue tradition industrielle dans le domaine de la métallurgie — forges, clous, chaînes, limes, etc. — ainsi que par sa gare internationale où le Simplon-Orient-Express et le TGV ont fait ou font encore halte.

## Géographie

### Localisation

Photo aérienne par Walter Mittelholzer (1931).

Vallorbe se situe dans l'ouest du canton de Vaud, à la frontière avec la France ; le village est distant de 21 kilomètres, à vol d'oiseau, d'Yverdon-les-Bains, chef-lieu du district du Jura-Nord vaudois auquel appartient la localité. Les limites de la commune ont été délimitées par des bornes en 1569 avec la vallée de Joux, en 1649 avec la Franche-Comté et en 1739 avec la commune de Vaulion.
| Jougne France                | Ballaigues | Les Clées |
| Longevilles-Mont-d'Or France | Vallorbe   | Premier   |
| Le Lieu                      | L'Abbaye   | Vaulion   |

### Géologie et relief

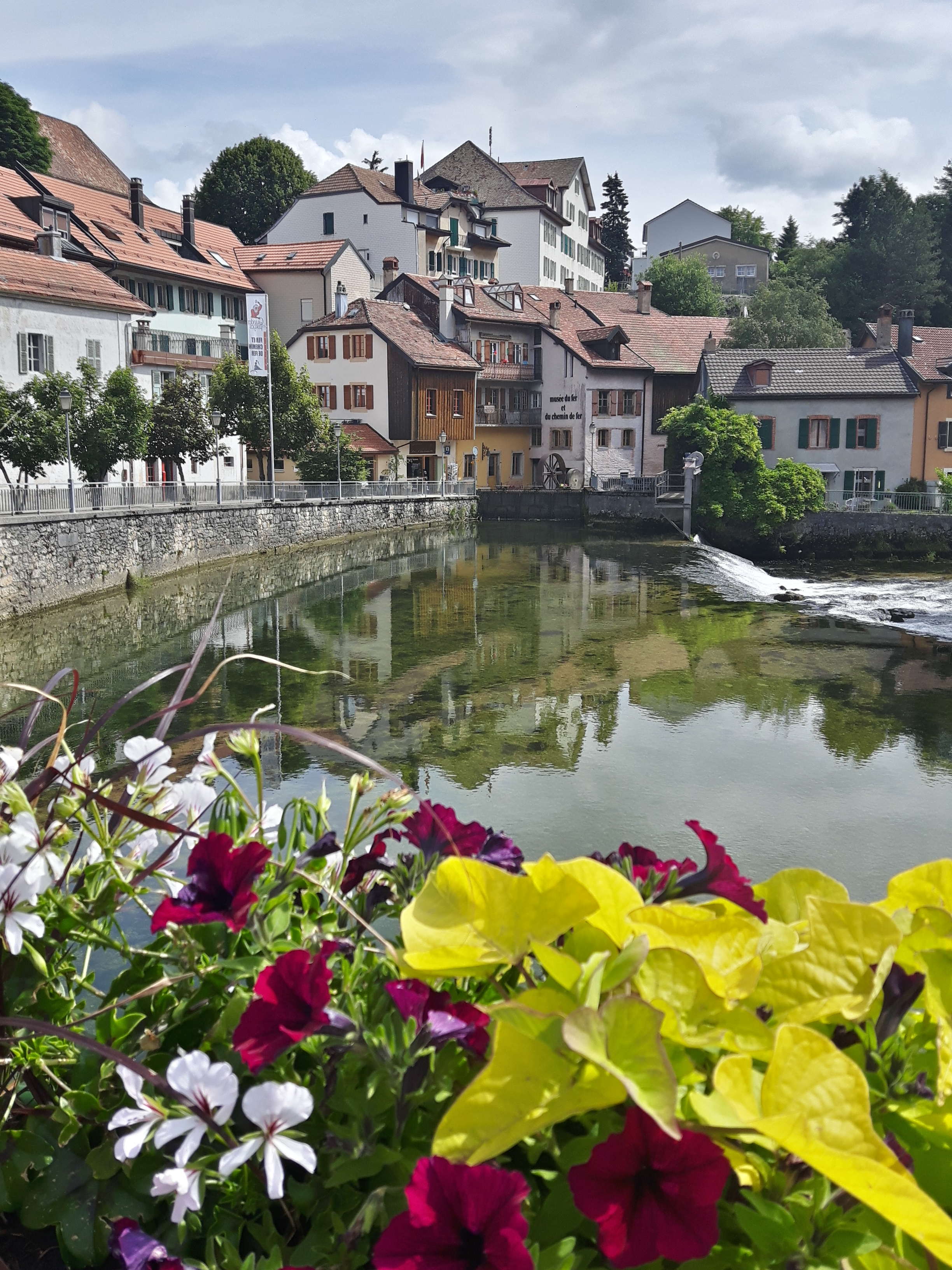
Le centre du village.

La superficie de la commune est de 2 316 hectares. Selon la Statistique de la superficie 2004/2009, sur ces 2 316 hectares, 1 548 sont des surfaces boisées, 512 des surfaces agricoles, 217 des surfaces d'habitat et d'infrastructure et 39 des surfaces improductives. La même statistique donnait, pour la période 1979/1985, les résultats suivants : 1 558 hectares de surfaces boisées, 524 hectares de surfaces agricoles, 193 hectares de surfaces d'habitat et d'infrastructure et 41 hectares de surfaces improductives. Les surfaces d'habitat et d'infrastructure ont donc progressé aux dépens des trois autres catégories.
L'altitude du territoire communal varie entre 610 mètres dans les gorges de l'Orbe et 1 480 mètres à la Dent de Vaulion; le centre du village est à 750 mètres.
Le village de Vallorbe se situe dans la partie suisse du massif du Jura et plus précisément sur le cours de l'Orbe, au centre d'un vallon dominé au sud par la chaîne de la Dent de Vaulion, au nord par celle du Mont d'Or et à l'ouest par le Mont d'Orzeires. À l'est, l'Orbe et la Jougnena ont creusé des ouvertures vers le plateau suisse et la Franche-Comté.
Contrairement au relief jurassien classique, marqué par des espaces relativement grands et des enchaînements de synclinaux et d'anticlinaux, les régions de l'Orbe et du Nozon sont caractérisées par des territoires plus petits, de brusques changements de direction des rivières et des reliefs irréguliers. Ces caractéristiques sont dues au décrochement Vallorbe-Pontarlier, auquel on doit également le défilé Vallorbe-Jougne-Pontarlier dont l'importance en tant qu'axe de transit s'est affirmée dès le Moyen Âge. Le plissement du Jura, qui date de six ou sept millions d'années, allié à l'érosion, a permis aux Vallorbiers et aux habitants d'autres parties de ce massif d'exploiter des gisements qui se situent, ailleurs, à une profondeur beaucoup plus importante. À Vallorbe, il s'agit notamment de l'asphalte, présent dans des couches du Jurassique moyen affleurant au lieu-dit les Époisats de la chaux, présente dans la couche de l'Argovien supérieur et affleurant au lieu-dit les Grands-Crêts, ainsi que du minerai de fer, présent dans la couche géologique du Valanginien supérieur affleurant au Mont d'Orzeires. Le vallon lui-même est recouvert de moraines remontant à la glaciation de Würm et d'alluvions de la période quaternaire. Les terres cultivables se situent à une altitude de 750 à 800 mètres.
Après le retrait des glaciers, le vallon de Vallorbe a été recouvert par la forêt et il faudra attendre l'arrivée des colons, environ 10 000 ans plus tard, pour que de premiers défrichements aient lieu. Elle couvre désormais environ les deux tiers de son étendue d'origine. Les essences dominant actuellement les forêts vallorbières sont les épicéas et les sapins à l'étage des résineux, les hêtres, les érables et les frênes à l'étage des feuillus et les chênes dans les gorges de l'Orbe.

### Hydrographie
Le village de Vallorbe est traversé par l'Orbe, une rivière du bassin rhénan, depuis sa résurgence à La Dernier jusqu'aux gorges en amont des Clées. L'Orbe effectue un parcours souterrain entre le lac de Joux et le lac Brenet d'une part et la résurgence de La Dernier d'autre part. Une autre rivière, la Jougnena, traverse la frontière franco-suisse au Creux et se jette dans l'Orbe au niveau du lac du Miroir, un lac artificiel formé par le barrage du Day. L'Orbe a d'autres affluents sur le territoire communal, notamment le ruisseau des Époisats, qui rejoint l'Orbe en amont de l'usine électrique de La Dernier, la Puaz, le Ru-du-Vivier ou encore La Diaz, également sur la rive droite de l'Orbe, mais également le Grand-ruisseau et le Ruisseau rouge, tous deux sur la rive gauche. La Jougnena a également un affluent, le ruisseau du Piquet, qui longe la frontière franco-suisse.

### Climat
Le climat de la ville de Vallorbe peut être qualifié de tempéré froid ; la classification de Köppen le définit comme étant un climat continental humide. Les précipitations sont réparties sur toute l'année. Les mois d'avril et d'octobre sont les plus secs, tandis que décembre, janvier et novembre sont les plus humides, suivis des mois de juin et d'août notamment en raison des orages. Avec une température moyenne de 16,6 °C en juillet et une température moyenne de −1,2 °C au mois de janvier, les saisons sont marquées. Les températures peuvent être négatives jusqu'au mois de mai.
| Mois                              | jan. | fév. | mars | avril | mai  | juin | jui. | août | sep. | oct. | nov. | déc. | année |
| --------------------------------- | ---- | ---- | ---- | ----- | ---- | ---- | ---- | ---- | ---- | ---- | ---- | ---- | ----- |
| Température minimale moyenne (°C) | −4,1 | −3,3 | −0,9 | 2,2   | 5,9  | 9,2  | 11,1 | 17   | 8,5  | 4,5  | 0,3  | −2,7 | 4     |
| Température moyenne (°C)          | −1,2 | 0    | 3,4  | 6,9   | 10,9 | 14,4 | 16,6 | 16   | 13,3 | 8,6  | 3,4  | −0,1 | 7,7   |
| Température maximale moyenne (°C) | 1,8  | 3,4  | 7,8  | 11,7  | 16   | 19,7 | 22,1 | 21,4 | 18,2 | 12,7 | 6,6  | 2,6  | 12    |
| Précipitations (mm)               | 109  | 98   | 82   | 80    | 94   | 107  | 87   | 107  | 98   | 86   | 108  | 110  | 1 166 |

Au cours de son histoire, Vallorbe a été affectée par un certain nombre d’événements climatiques extrêmes, que ce soit des ouragans (par exemple en décembre 1736 ou en février 1860), des pluies torrentielles (par exemple en février 1730 ou en août 1868), des hivers très rigoureux (par exemple en 1547-1548, en 1708-1709 ou en 1784-1785), des périodes de sécheresse estivale (par exemple en 1746 ou en 1827) ou des inondations, fréquentes avant la correction de l'Orbe dans les années 1950.

### Faune et flore

#### Préhistoire
La grotte aux Fées, située sur le territoire de la commune de Vallorbe, est le premier site du Jura vaudois dans lequel la présence d'Ours des cavernes a été prouvée.

### Voies de communication et transports

#### Voies de communication
Vallorbe est reliée au réseau des routes nationales suisses par la A9 (Brigue-Lausanne-Vallorbe)  1 (Ballaigues).

#### Transports
La commune de Vallorbe compte deux gares - la gare de Vallorbe et la gare du Day. Elle est située à la jonction de trois lignes ferroviaires : la ligne de Dijon-Ville à Vallorbe, la ligne de Lausanne à Vallorbe et la ligne de Vallorbe au Brassus. Le trafic régional est assuré, sur la ligne Lausanne-Vallorbe, par les CFF et, sur la ligne Vallorbe-Le Brassus, par la compagnie Travys. Des TGV Lyria assurent par ailleurs la liaison Lausanne-Paris avec arrêt à Vallorbe. En 2015, la gare de Vallorbe compte 45 départs quotidiens et la gare du Day 71 départs quotidiens, toutes lignes confondues.
La commune dispose également de plusieurs lignes d'autobus : la ligne Vallorbe-Yverdon-les-Bains de la compagnie TRAVYS, la ligne Vallorbe-Ballaigues-Orbe exploitée par CarPostal et la ligne Vallorbe - Frasne exploitée par Monts-Jura. La ligne Vallorbe-Ballaigues-Orbe dessert huit arrêts sur le territoire communal : gare, place de la Liberté, poste, Éterpaz, Trésit, Les Jurats, Les Pontets, Le Creux, tandis que la ligne Vallorbe-Yverdon-les-Bains ne dessert que les arrêts de la gare, du Creux et, parfois, du Day.

## Urbanisme
Le village de Vallorbe s'est développé le long de l'Orbe. D'abord centré autour du cimetière actuel, le cœur du village s'est déplacé en aval au XVIIIe siècle, notamment en raison du développement de l'industrie du fer. La rive droite de l'Orbe a progressivement gagné en importance, notamment après la construction de la gare au dix-neuvième siècle. La fin du XXe siècle et le début du XXIe siècle ont été marqués par le développement de quartiers de villas individuelles, notamment aux Grands-Marais et au Parc-aux-Veaux.
La commune de Vallorbe compte par ailleurs plusieurs hameaux en plus du village principal: La Dernier, Le Day et Le Creux. Les Éterpaz, qui ont longtemps constitué un hameau séparé, sont désormais inclus dans le village. Des groupes de maisons se trouvent également dans différents lieux-dits, notamment la Frasse, les Grands-Crêts, les Grands-Bois, Grange-Neuve, la Montagne, Montougy, Poimboeuf, la Raz et les Revinnoz.
Vallorbe a, selon le Plan directeur cantonal, le statut de centre régional, à l'instar de 31 autres communes du canton de Vaud. Le développement territorial de la commune de Vallorbe est régi par un Plan général d'affectation adopté en juin 2010.

## Toponymie

### Vallorbe
Le nom du village est attesté dès le XIIe siècle sous les formes latinisées : de valle urbanensi (1139) et de valle urbe (1148), avant d'être écrit Valorbes (XIIIe siècle), Vallorbes (fin du XVe siècle), puis Vallorbe (vers 1900). La signification est simplement Vallée de l'Orbe, du nom de la rivière le long de laquelle s'est développé le village. Le nom de la rivière elle-même est relatif à son cours disparaissant par endroits et aurait pour origine le terme latin orba signifiant « rivière obscure ».

### Hameaux et lieux-dits
Le Day - l'un des hameaux de Vallorbe - doit son nom au mot patois daye signifiant « pin sylvestre », lui-même dérivé du mot gaulois dagla, signifiant « pin » ou « torche en bois de pin ». La Dernier signifie simplement derrière, en arrière de et vient, à l'origine, du bas latin deretro. Les Éterpaz - jadis un hameau séparé et désormais un quartier intégré au village - désignent un endroit défriché, où les souches ont été enlevées à la houe, le nom d'une série de mots de l'ancien français signifiant défrichement (estrepeure), arracher les mauvaises herbes (esterper, estirper, estraper, estreper, estrepier, estriper) ou encore abattis (estarpeis, estrapeis, estrepeis). Le Mont d'Orzeires, un alpage situé entre Vallorbe et la vallée de Joux, doit son nom aux ours qui le fréquentaient puisque le vieux français orsière signifie tanière à ours. Le nom de mont de Cire, qui lui a également été longtemps donné, serait en fait une simple déformation du patois vallorbier Mont d'Ortsîre, variante locale de Mont d'Orzeires. Le nom Poimboeuf tire son nom du métier de bouvier, dit aussi pique-bœuf, piquer se disant poindre en ancien français.

### Noms des rues
La plupart des rues de Vallorbe sont nommées en fonction des lieux qu'elles relient ou dans la direction desquels elles mènent (rue de la Source, place du Pont, rue de Lausanne, rue de l'Ancienne-Poste, etc.).
Deux rues font référence à des personnalités liées à la commune : la rue Louis Ruchonnet est dédiée au Conseiller fédéral Antoine Louis John Ruchonnet, originaire de Vallorbe et en poste de 1881 à 1893 ; la rue P.-F. Vallotton doit, elle, son nom à Pierre-François Vallotton, originaire de Vallorbe, enseignant et auteur de drames populaires dans la seconde moitié du XIXe siècle.
Le nom de la rue des Jurats tire son nom de la racine celtique juris signifiant hauteur boisée, forêt de montagne.

## Histoire

### Néolithique et antiquité
Il n'y aucune preuve d'occupation permanente du territoire actuel de la commune de Vallorbe avant le XIIe siècle. En revanche, quelques objets plus anciens ont été retrouvés, signes que le vallon a probablement au moins été traversé : une hache du Néolithique, une hache celte et une monnaie en or de l'empereur romain Flavius Honorius.

### Moyen Âge
Vallorbe apparaît pour la première fois dans un document historique en 1139, dans une bulle du pape Innocent II adressée au prieur de l'abbatiale de Romainmôtier,. Les premiers habitants s'établissent autour de la Fontaine de St-Pancrace, dans l'actuelle rue du Moutier. Un prieuré bénédictin est créé à Vallorbe en 1148, mais il est annexé au couvent de Romainmôtier en 1321 et disparaît,, l'établissement de Vallorbe ne pouvant apparemment pas subvenir à l'entretien du prieur et du curé qui y résidaient. Les noms de seulement trois prieurs de Vallorbe sont connus : Willerme (de Brussin), Willerme (dit Charpil) et Jaques de Dizy. Entre-temps, au XIIIe siècle, la plus grande partie du canton de Vaud actuel - et avec lui le village de Vallorbe - était passée sous la domination des comtes de Savoie, mais Vallorbe reste placée sous l'autorité directe du prieuré de Romainmôtier. Celui-ci est représenté à Vallorbe par un mayor et un mestral, chargés de rendre justice et d'administrer les biens du prieuré.
La sidérurgie, dont l'histoire est présentée plus en détail dans un chapitre ci-dessous, commence dès la fin du XIIIe siècle à Vallorbe. Une scie est également installée à cette époque à l'instigation du prieur de Romainmôtiers.
En 1349, environ la moitié population de Vallorbe est décimée par l'épidémie de peste noire qui déferle sur toute l'Europe. En 1475, le village est pillé par les troupes confédérées pendant la Guerre de Bourgogne, même si les destructions sont moins importantes que celles qui affectent le village voisin des Clées. Le nombre de chefs de famille passe de 80 à 140 avant la peste noire, à 55-60 en 1397, puis à 28 en 1434-1437 et à 16 en 1499. La population a donc diminué d'au moins deux tiers en un siècle et demi et il faut attendre 1500 pour que la population du village recommence à croître. La peste reviendra souvent à Vallorbe, des épidémies étant confirmés pour les années 1505, 1545, 1550, 1572, 1597, 1613, 1628 et 1713.
En 1403, les habitants de Vallorbe sont exemptés de la taille à miséricorde par le prieur de Romainmôtier Jean de Seyssel. Elle est remplacée par une taxe fixe de vingt livres qui doit être payée par les propriétaires terriens en proportion des surfaces cultivées. Les autorités communales ont donc intérêt à accroître la taille des surfaces cultivées, notamment grâce au défrichage, pour répartir les vingt livres entre un nombre plus grand de contribuables. En 1487, les Vallorbiers sont exemptés d'une série d'autres impôts (dîme des grains, du bétail et de la moisson, terrage, corvées, charrois de vins, redevance pour le four et le moulin) par le prieuré et ne doivent plus payer, en plus des vingt livres pré-mentionnées, que la dîme simple et une somme de six deniers par pose. C'est également au XVe siècle qu'ils ne rendent plus les services dus au prieur de Romainmôtier en nature, mais versent à la place une somme d'argent.
En 1414, la Confrérie du Saint-Esprit est fondée. Après la Réforme, ses biens permettront la création de la Bourse des pauvres.
Pendant la fin du Moyen Âge, alors même que la population connaît un fort déclin, des surfaces importantes sont défrichées sur le territoire communal et le nombre de petites industries augmente. Dans le domaine agricole, si l'élevage conserve sa prééminence, la proportion de terres dédiées aux cultures augmente et les prés sont relégués dans les surfaces moins ensoleillées. Baisse de la population et augmentation des défrichements conduisent, entre 1397 et 1434-1437, à un accroissement des domaines des propriétaires. En 1499, le domaine moyen a une superficie de treize hectares et le plus grand propriétaire, Claude de Franquefort-Matthey, en détient environ 26. Environ 4 % des terres sont mises en gage par leurs propriétaires.
En 1499 également, le village compte sept industries : une scie, une tannerie, deux moulins, deux ferrières (à La Dernier depuis la fin du XIIIe siècle et sur le Vivier depuis 1488) et, dernière venue, une forge à martinet. C'est en effet cette année-là que sont inaugurées les Grandes Forges, installations qui ne fermeront qu'en 1967 et qui abritent désormais le Musée du fer et du chemin de fer. La boissellerie est également pratiquée grâce aux forêts qui, comme quelques rares terres agricoles, font partie des communs.

### Période bernoise (1536-1798)
Une grande partie du canton de Vaud actuel est annexée par le canton de Berne en 1536, marquant la fin de la domination non seulement des ducs de Savoie, mais également des prieurs de Romainmôtier. Vallorbe passe alors en effet à la Réforme, comme la plus grande partie du canton de Vaud. Le français remplace le latin comme langue liturgique, mais les habitants de la commune continuent à parler leur patois franco-provençal, un fait qui ne changera pas avant le XIXe siècle. Le moulin, qui appartenait jusque-là au couvent de Romainmôtier, et le four banal, possession du curé, sont cédés à la commune de Vallorbe. Administrativement, Vallorbe est incluse dans le bailliage de Romainmôtier dès 1543.
À la fin du XVIe siècle, l'administration bernoise procède à une série d'allègements fiscaux et de réformes administratives. En 1583, la "gerbe d'été", une taxe prélevée sur les veufs et les couples mariés, est allégée. Trois ans plus tard, la dîme est remplacée par une somme fixe. En 1589, la "Cense des Clées" est divisée par deux, peut-être en raison des difficultés financières que connaît la commune à la suite de la faillite du maître de forges Etienne Matthey en 1586-1587. En 1591, la mainmorte est supprimée. En 1613, le mayor et le mestral sont remplacés par un châtelain qui représente le bailli à Vallorbe. En 1634, Bernois et Francs-Comtois parviennent à se mettre d'accord sur le tracé exact de la frontière entre les deux États, mettant fin à de longues années de tensions.
En 1708, Vallorbe se dote d'un règlement communal organisant son fonctionnement. Un certain nombre d'institutions sont formalisées : la Généralité, qui regroupe tous les bourgeois de la commune et nomme conseillers, gouverneurs et d'autres officiels, le Conseil des Vingt-Quatre, qui fait office d'organe délibérant, le Conseil des Douze, qui joue le rôle d'exécutif, un Grand gouverneur qui dirige les conseils, l'administration et les finances, un Petit gouverneur responsable de la police et de la bourse des pauvres, ainsi qu'un Secrétaire communal, des attaverneurs (collecte de certaines taxes, poids et mesures), des messeillers (tâches de police) et des forestiers. La Généralité nomme également les membres du Consistoire, un conseil de paroisse doté de pouvoirs de contrôle des mœurs des citoyens.
La croissance démographique, qui a recommencé dès le début du XVIe siècle, est de plus en plus naturelle et de moins en moins due à l'immigration. En 1614, la commune a retrouvé peu ou prou sa population d'avant la Grande Peste de 1349. Les défrichements n'augmentent que peu pendant la plus grande partie du XVIe siècle, si bien que la taille des domaines diminue de 13 hectares en 1499 à 4 hectares seulement en 1579 et que les sols s'épuisent. En 1579, 87% des paysans sont propriétaires de domaines trop petits pour survivre et doivent recourir à divers expédients (boissellerie, charbonnage, travail dans une forge, service mercenaire, etc.). À partir de 1579, les défrichements reprennent et la proportion des terres dédiées aux cultures plutôt qu'à l'élevage augmente encore.
Le temple protestant qui existe encore actuellement est inauguré en 1712.
Les incendies sont fréquents au XVIIIe siècle, notamment dans les forges, et la commune se dote d'une première pompe à incendie en 1775, suivie d'une seconde en 1778.
Au XVIIe siècle et au XVIIIe siècle, la commune de Vallorbe agrandit le territoire communal en achetant divers alpages à des privés. En 1635, elle achète ainsi l'alpage du mont d'Orzeires à Gédéon de Hennezel. Samuel de Watteville vend ensuite la montagne des Époisats, imité en 1703 par Samuel de Watteville qui cède le Pré-à-la-Fée. La commune acquiert encore le chalet d'Essert en 1709 (vendeur: Albert-Daniel de Hennezel), la Combe-à-Barathoux en 1815 (François et Jean-François Vallotton), le Chalet-des-Plans en 1832 et la montagne des deux Pralioux en 1842 (descendants de Jean-Samuel et Abraham Vallotton).

### XIXesiècle
Sous la République helvétique (1798-1803), de nouvelles autorités communales sont mises en place, une Municipalité et une Régie, toutes deux élues au suffrage censitaire. Pendant les douze ans que dure l'Acte de Médiation (1803-1815), la Régie est supprimée et seule reste en place la Municipalité. C'est également en 1803 qu'est créé le Cercle de Vallorbe, dont Vallorbe est le chef-lieu, et qui constituera notamment, jusqu'en 1998, la circonscription électorale pour l'élection des députés au Grand Conseil vaudois.
La Constitution cantonale de 1814 apporte avec elle la création, à Vallorbe, d'un Conseil communal (législatif), en plus de la Municipalité déjà existante. En 1831, la nouvelle Constitution du canton de Vaud introduit le suffrage universel masculin, alors qu'il était censitaire jusque là, ainsi que l'élection des membres de la Municipalité par le Conseil communal.
À partir de 1712, un service régulier de messagerie à destination de Romainmôtier est mis sur pieds. Ballaigues suit en 1804 peu après la création du canton de Vaud,. Il faut attendre 1837 pour voir l'ouverture d'un dépôt postal cantonal, puis 1849 pour qu'il soit transformé en bureau de poste fédéral,. Le télégraphe arrive en 1862 et le téléphone en 1895. En 1806, l'usage du patois est par ailleurs interdit à l'école et le dialecte franco-provençal parlé jusque-là à Vallorbe disparaît progressivement. Un collège est construit à la Voête en 1825.
La métallurgie continue à dominer la vie économique vallorbière au XIXe siècle, une transition se faisant pendant le siècle, la clouterie cédant progressivement la place à la fabrication de limes,. Outre ces activités liées au fer, qui sont évoquées plus en détail plus loin dans cet article (voir le chapitre Histoire de l'industrie du fer à Vallorbe), le XIXe siècle est marqué par l'ouverture d'une usine de chaux aux Grands-Crêts, en 1850. Elle restera ouverte jusqu'en 1933. En 1889, la troisième usine électrique du canton de Vaud ouvre au Saut-du-Day, permettant par la même occasion l'établissement d'une fabrique de chlorates qui fermera, finalement, en 1972.
La fin du XIXe siècle est marquée par le développement du réseau de transports. La route cantonale reliant Vallorbe à la capitale cantonale Lausanne par les Grand-Bois est construite entre 1854 et 1857. C'est également à cette période qu'est construite la route allant à Orbe et Yverdon via Ballaigues. La route de l'Échelle, à destination de la vallée de Joux, est bâtie en 1861. Le réseau de diligence se développe également à cette époque, d'abord entre Vallorbe et Ballaigues (1857), puis entre Vallorbe et Jougne (1863).
Les premières discussions concernant le rattachement de Vallorbe au réseau de chemin de fer ont lieu dès 1853. Le 28 mai, la Compagnie de l'ouest suisse s'engage à établir une liaison ferroviaire entre Jougne et Saint-Maurice. En 1856, au moment où cette entreprise signe une convention avec le canton de Vaud pour la construction de la ligne, un comité favorable à l'arrivée du chemin de fer se forme à Vallorbe sous la direction de Lucien Vallotton, le directeur des forges de la commune. Une année plus tard, la Compagnie de l'ouest suisse et la Compagnie des chemins de fer de Paris à Lyon et à la Méditerranée signent un accord visant à construire une ligne ferroviaire entre Vallorbe et Pontarlier. L'inauguration de la ligne internationale passant par Les Verrières, dans le canton de Neuchâtel, en 1860, ralentit la concrétisation des projets vallorbiers. Les piquets marquant le futur tracé de la ligne entre Vallorbe et Daillens sont finalement posés en 1865. Le projet ne fait pas l'unanimité à Vallorbe et ces piquets sont arrachés par endroit. Peu après, une souscription est organisée pour financer les travaux. La commune de Vallorbe verse 100'000 francs et 46 habitants y contribuent également. La ligne de chemin de fer entre Vallorbe et Daillens est finalement construite entre 1867 et 1870, le viaduc du Day réalisé entre 1867 à 1869 en étant l'un des ouvrages les plus marquants. Les travaux sont marqués par plusieurs morts et blessés, ainsi que par une grève qui éclate le 8 février 1869 sans amener de résultats notables.
La première gare de Vallorbe est inaugurée le 2 juillet 1870 et il faut alors deux heures pour se rendre de Vallorbe à Lausanne. Jean-Marius François Chaulmontet (1841-1915) devient le premier chef de gare. Il fait construire en 1874 l'hôtel de Genève sur des terrains qu'il a achetés à proximité immédiate de la gare et y ouvre le premier buffet de la gare. La ligne ferroviaire Pontarlier - Vallorbe, construite entre 1870 et 1875 et dont les travaux sont retardés par la Guerre franco-allemande de 1870, est ouverte au trafic le 1er juillet 1875 sur 26 km par la Compagnie Jougne - Éclépens (JE). La ligne de chemin de fer reliant Lausanne à Paris en passant par Vallorbe est alors achevée, le voyage durant tout de même 14h15, tandis qu'il faut une heure pour aller de Vallorbe à Pontarlier. En 1886, enfin, est inaugurée la ligne entre Le Day et Le Pont, à la vallée de Joux.
Les Vallorbiers bénéficient également de la construction d'un réseau d'eau potable dès 1895, de la pose de l'éclairage public deux ans plus tard, puis du début de la construction d'un réseau d’égouts durant la première décennie du XXe siècle. Des banques s'implantent également à Vallorbe pendant cette période : la Banque Vaudoise de Crédit en 1872, la Banque Cantonale Vaudoise en 1881 et le Crédit Foncier Vaudois en 1886. La Société de banque suisse reprend, en 1917, l'agence de la Banque de Nyon ouverte, elle aussi, durant la seconde moitié du XIXe siècle.
Sur le plan religieux, une Assemblée des frères est fondée en 1850, suivie par l'Armée du Salut en 1887. Il faut attendre 1894 pour qu'une église catholique ouvre à nouveau à Vallorbe (l'église catholique actuelle date toutefois de 1974, consacrée le 9 juin). Enfin, c'est l'Église évangélique du réveil qui fait son arrivée en 1938.
Plusieurs incendies importants frappent Vallorbe pendant la deuxième partie du XIXe siècle et le tout début du XXe siècle. Le 4 septembre 1845, seize bâtiments sont détruits. Le 7 avril 1883, un incendie détruit 93 maisons à Vallorbe sur la rive gauche de l'Orbe et fait une victime. Le canton, qui avait puisé dans les réserves de la Caisse cantonale d'assurance incendie, est incapable d'indemniser les victimes, ce qui conduira à une modification de la Constitution cantonale en mars 1885 pour empêcher de tels prélèvements. Les détenus des Établissements pénitentiaires de la plaine de l'Orbe sont mis à contribution pour aider à la reconstruction. Les travaux avancent rapidement - quarante-cinq bâtiments sont mis sous toit à la fin de l'année 1883 - mais trois ouvriers y laissent leur vie. La rive droite sera ravagée à son tour, douze maisons brûlant le 14 février 1904,.
En 1885, Vallorbe accueille la Fête cantonale de gymnastique.

### XXesiècle
Le développement de Vallorbe se poursuit à un rythme rapide au début du XXe siècle. La Société industrielle et commerciale est fondée en 1900, année où est construit le collège du Day, l'un des hameaux de Vallorbe,. La gare du Day est inaugurée en 1907, suivie par le casino une année plus tard et par l'infirmerie en 1911. En 1914, les diligences sont remplacées par les Autotransports de la vallée de l'Orbe (AVO), tandis qu'un second bureau de poste ouvre à la gare. Le collège de la rue Louis-Ruchonnet ouvre en 1915, tout comme la nouvelle gare et le tunnel du Mont-d'Or . Ces infrastructures sont réalisées à la suite du percement du tunnel du Simplon et de la décision d'y faire passer le prestigieux Simplon-Orient-Express. D'autres projets ferroviaires ne seront toutefois pas réalisés : la ligne Vallorbe-Yverdon est ainsi abandonnée en 1911, tandis que le tramway Ballaigues-Vallorbe-Le Day l'est en 1914.
Lors du recensement fédéral de 1920, la commune compte 4 621 habitants, le nombre le plus élevé jamais atteint lors d'un recensement fédéral (effectués tous les dix ans). Le développement des infrastructures continue pendant les années 1920 et 1930 avec la canalisation du cours de l'Orbe en 1922, puis le voûtage du viaduc du Day entre 1923 et 1925 et le début des travaux d'électrification de la ligne ferroviaire Lausanne-Vallorbe à partir de 1925. En 1934, la route cantonale menant à la vallée de Joux (RC 152 d) est achevée. Une halle des fêtes est bâtie par la société de tir de l'Abbaye en 1938. Elle brûlera en 1984, mais sera reconstruite trois ans plus tard. Le bâtiment communal de la place du Pont est inauguré, lui, peu après la Seconde guerre mondiale, en 1949.
En 1925, les élections communales sont marquées par l'alliance formée par les "minoritaires": libéraux, jeunes-radicaux, ainsi que les populaires indépendants de Gustave Jaillet-Combe. Devancé à l'issue du premier tour, le Parti radical-démocratique ne présente pas de candidats au second tour, si bien qu'il n'y aura pas un seul radical au conseil communal entre 1926 et 1929 et que Gustave Jaillet-Combe deviendra le syndic de la commune. La vie politique reprend son cours "normal" en 1929, mais des indépendants, à nouveau regroupés autour de l'ancien syndic Gustave Jaillet-Combe, obtiennent six sièges en 1933 sur une liste commune avec les radicaux et les libéraux.
Entre 1937 et 1941, le Fort de Pré-Giroud est construit pour interdire le passage du col de Jougne et soutenir la défense de la frontière pendant la Seconde Guerre mondiale. La ligne ferroviaire Vallorbe-Pontarlier est fermée en 1939 et ne sera jamais rouverte, les voies étant démontées pendant la guerre, d'abord côté suisse, puis côté allemand,. En mai 1940, l'armée française fait sauter le tunnel du Mont-d'Or. L'armée allemande fait procéder, en juin de la même année, à la remise en état du tunnel, mais le mure à l'emplacement de la frontière afin d'éviter tout passage clandestin. Il ne rouvrira que le 24 janvier 1945. En juin 1940, plusieurs centaines de réfugiés militaires et civils venant de France sont accueillis temporairement à Vallorbe, au Day et à Ballaigues. Le 25 septembre 1944, des officiers de la 45e division d'infanterie américaine débarquée en Provence se présentent au poste de frontière de Vallorbe.

En avril 1945, après avoir obtenu des Allemands qu'ils le conduisent en Suisse, et du gouvernement suisse qu'il l'accepte sur son territoire, le maréchal Pétain demande à regagner la France. Le 24 avril, les autorités suisses lui font rejoindre la frontière, puis il est remis aux autorités françaises le 26 avril au poste-frontière de Vallorbe où le général Kœnig le prend en charge. Le maréchal Pétain est alors conduit en convoi automobile jusqu'à la gare des Hôpitaux-Neufs - Jougne, distante de quelques kilomètres, où un train spécial le ramène de nuit à Paris. Il est condamné à la peine de mort. Sa peine est commuée en emprisonnement à perpétuité par le général de Gaulle.
En 1950, le Parti socialiste obtient la majorité absolue des sièges au conseil communal, le législatif de la commune et la conserve pendant deux législatures, jusqu'en 1957. Il s'agit à ce jour de la seule période où la gauche a été majoritaire à Vallorbe.
Les années 1950 sont également marquées dans le canton de Vaud par l'octroi, en 1959, du droit de vote aux femmes, droit qui est effectif pour la première fois au niveau communal lors des élections communales de 1961. Bien des années s'écouleront toutefois avant que les Vallorbières n'accèdent à des postes à responsabilité. En 1975, la libérale Françoise Banse-Bachofen est la première à accéder à la présidence du conseil communal. Lors des élections communales de 1993, Nicole Lorenzini est élue à la Municipalité, devenant ainsi la première femme à siéger à l'exécutif de la commune de Vallorbe.
Plusieurs industries connaissent des difficultés à partir des années 1950, conduisant à la fermeture des forges du Creux en 1956, de celles des Éterpaz en 1959, puis de l'usine d'électrochimie du Day en 1972. Les années 1970 et le début des années 1980 sont marquées, comme dans bien d'autres communes de l'arc jurassien, par une importante chute démographique, Vallorbe perdant environ 900 habitants entre le milieu des années 1970 et le milieu des années 1980. Le déclin démographique n'empêche pas l'offre touristique et notamment muséale de se développer rapidement à partir du milieu des années 1970. Les Grottes de Vallorbe peuvent être visitées par le grand public dès 1974, le Musée du fer ouvre ses portes en 1980, une auberge de jeunesse est inaugurée en 1983, des bisons sont installés au Mont d'Orzeires en 1987, le Fort de Pré-Giroud est accessible au public depuis 1988 et, enfin, le Musée du chemin de fer vient compléter l'offre en 1990. Un incendie détruit la salle des fêtes de Vallorbe le 16 juillet 1984, mais une nouvelle salle des fêtes est reconstruite dans les années qui suivent.
L'armée s'implante également à Vallorbe, rachetant, en 1959, l'ancien Grand-Hôtel pour y établir une caserne, puis, dans les années 1970, les bâtiments de l'usine d'électrochimie du Day. Le deuxième bureau de poste, situé à la gare, ferme en revanche en 1968 en raison de son manque de rentabilité.
La ligne de chemin de fer Dôle-Vallorbe est électrifiée en 1958. De plus, si Vallorbe voit s'arrêter le dernier train Simplon-Orient-Express le 19 mai 1977, une liaison TGV, exploitée conjointement par la SNCF et les CFF, est mise en place entre Paris et Lausanne le 22 janvier 1984. À la fin de l'année 1989, la construction de la semi-autoroute A9 reliant Orbe à Vallorbe est achevée.
Le radical André Jaillet succède, en 1968, à son camarade de parti Jean Glardon à la syndicature de la ville. Il détiendra ce poste sans interruption pendant près de vingt ans. C'est un autre radical, Philippe Mamie, qui est élu pour lui succéder le 24 novembre 1985. Après la révision de la loi fédérale sur l'asile acceptée en votation populaire en 1987, la douane de Vallorbe devient l'un des postes-frontières autorisés auxquels les requérants doivent se présenter en arrivant en Suisse.
En 1988, un référendum est lancé contre l'instauration d'une taxe annuelle pour l'élimination des déchets. La taxe a été refusée le 13 mars 1988 par 470 voix contre 168.
Le 28 juillet 1992, le pirate de l'air libanais Hussein Hariri, qui s'était échappé des établissements pénitentiaires de la plaine de l'Orbe, est arrêté à Vallorbe.
Diverses manifestations d'importance rythment le XXe siècle. La fête régionale de gymnastique a lieu à Vallorbe en 1919, suivie par la fête de la Société militaire des carabiniers vaudois en 1921. En 1966, Vallorbe accueille la Fête cantonale de gymnastique. Les 100 ans de la ligne de chemin de fer Lausanne-Paris sont célébrés en septembre 1970. La première édition des 200 kilomètres de Vallorbe est organisée en 1977. En 1979, le Concours cantonal des musiques vaudoises est organisé à Vallorbe, attirant près de 2000 musiciens dans la commune. En septembre 1986, Vallorbe accueille le premier Swiss raid commando. Début novembre 1986, des festivités sont organisées pour le centième anniversaire de la ligne de chemin de fer Vallorbe-Le Pont. En juillet 1988, une étape du Tour de France passe par Vallorbe. En juin 1989, la fête de gymnastique du Nord Vaudois est organisée à Vallorbe, réunissant 600 gymnastes. Les 30 septembre et 1er octobre 1989, une fête est organisée pour célébrer les 850 ans de la commune, en présence du président de la Confédération Jean-Pascal Delamuraz.

### XXIesiècle
Le début du XXIe siècle est marqué par un retour de la croissance démographique, la commune passant de 3 096 habitants en 2001 à 3 667 en 2014.
Le 13 novembre 2000 est inauguré le Centre d’enregistrement de Vallorbe dans d'anciens locaux de l'armée. Toute personne déposant une demande d’asile sur le territoire suisse est automatiquement dirigée vers ce type de centre où elle sera prise en charge pour une durée maximale de deux mois. Le centre a une capacité de 280 places. En mars 2008, un accord est conclu entre la commune de Vallorbe et l'Office fédéral des migrations pour réduire le nombre de requérants d'asile de 20 %. C'est également en 2008 que le réalisateur Fernand Melgar obtient un Léopard d'or dans la catégorie « Cinéaste du présent » au Festival international du film de Locarno pour son film La Forteresse décrivant le quotidien des requérants d'asile résidant à Vallorbe.
Le 3 décembre 2001, le libéral Laurent Francfort est élu à la syndicature, battant la candidate radicale Nicole Lorenzini de sept voix, et devient ainsi le premier syndic non radical depuis le socialiste Ernest Truan (1954-1957). Son collègue de parti, Stéphane Costantini, lui succède en 2009.
En 2010, les Chemins de fer fédéraux (CFF) procèdent à l'assainissement du viaduc et retirent les 1500 kilos d'explosifs qui s'y trouvaient depuis les années 1970.
Le 5 juin 2016, la population de Vallorbe se prononce en faveur de la création d'un parc de six éoliennes au lieu-dit « Sur Grati » par 770 oui contre 569 non.

## Politique et administration

### Institutions
La commune de Vallorbe est dotée d'un exécutif - le Conseil municipal (appelé couramment Municipalité) - et d'un législatif - le Conseil communal, élus tous les deux au suffrage universel pour une période de cinq ans. La durée des législatures était de quatre ans jusqu'en 2006. La première Municipalité a été élue en 1799 et le premier Conseil communal en 1814.
La Municipalité est élu au suffrage universel, selon le système majoritaire à deux tours. Le syndic, qui préside la Municipalité, est, lui aussi, élu au système majoritaire à deux tours, parmi les membres de la Municipalité. Le nombre de membres de la Municipalité, d'abord fixé à cinq, a été porté à dix en 1803, et même à onze en 1815, avant d'être réduit à sept en 1846, puis à cinq en 1913,. Jusqu'en 1981, les membres de la municipalité et le syndic étaient élus de manière indirecte, par le conseil communal.
Le Conseil communal est élu au suffrage universel, selon le système proportionnel. Avant 1957, l'élection se déroulait au système majoritaire. Le nombre de membres du Conseil communal a souvent varié au cours de l'histoire, et a été successivement établi à 36 (1814), 39 (1831), 50 (1866), 55 (1882), 60 (1885), 65 (1905), 70 (1913), 65 (1945), 70 (1949), 65 (1957), 70 (1961), 65 (1973) et 50 (1993).

### Tendances politiques et résultats
Le Conseil communal de Vallorbe est traditionnellement dominé par les partis de centre droit, le Parti radical-démocratique (PRD) et le Parti libéral (PL), aujourd'hui fusionnés au sein du Parti libéral-radical (PLR). Le Parti socialiste (PS) a obtenu ses premiers élus en 1929. Il est depuis lors le seul parti politique de gauche représenté au Conseil communal et a disposé de la majorité des sièges du Conseil communal et de la Municipalité entre 1950 et 1957, mais a sinon toujours été minoritaire. Une Entente communale a siégé au Conseil communal pendant deux législatures, obtenant sept sièges en 1977 et cinq en 1981. Parmi les candidats de l'Entente communale en 1977 figuraient de nombreux nouveaux venus en politique, mais également trois personnes qui avaient déjà été élues en 1973, deux sous l'étiquette socialiste et une sous l'étiquette radicale. Lors des élections communales de 2011, c'est l'Union démocratique du centre (UDC) qui a fait son entrée au Conseil communal. Le Parti ouvrier et populaire (POP) a présenté des listes en 1945 et 1949 (Entente ouvrière), sans toutefois obtenir d'élus. Radicaux, libéraux et socialistes se sont présentés sur une liste d'entente lors des élections communales de 1937 et lors du second tour des élections de 1941. Par ailleurs, les socialistes n'ont pas non plus obtenu d'élus en 1921 et les libéraux en 1949.
Le Conseil communal compte actuellement cinquante membres. Il est composé depuis les élections communales de 2016 de vingt-cinq libéraux-radicaux, dix-sept socialistes et huit UDC. La Municipalité est composée, pour la législature 2016 - 2021, de cinq membres : trois libéraux-radicaux (Stéphane Costantini, Christophe Maradan et Christophe Schwerzmann), un socialiste (Luigi Fiorito) et un indépendant (Roland Brouze). Le poste de syndic est occupé par Stéphane Costantini depuis 2009.

### Liste des syndics de Vallorbe
Le syndic est le chef de l'exécutif d'une commune dans le canton de Vaud.
| Nom                     | Début du mandat | Fin du mandat | Parti                                                      | Remarques |
| ----------------------- | --------------- | ------------- | ---------------------------------------------------------- | --- |
| Jean-François Grobéty   | 1799            | nc            |                                                            | |
| nc                      | nc              | nc            |                                                            | |
| D.-A. Jaillet           | nc              | 1885          | NC                                                         | |
| Émile Glardon           | 1885            | 1913          | Parti radical-démocratique (PRD)                           | Député au Grand Conseil.                                                                                                   |
| Samuel Jaquet           | 1914            | 1917          | Parti radical-démocratique (PRD)                           | Commerçant. Décédé en fonction.                                                                                            |
| Adrien Grobéty          | 1917            | 1922          | Parti radical-démocratique (PRD)                           | |
| Henri Jaquet-Addor      | 1922            | 1925          | Parti radical-démocratique (PRD)                           | |
| Gustave Jaillet-Combe   | 1926            | 1929          | Indépendant, dissident du Parti radical-démocratique (PRD) | Député au Grand Conseil (1925-1929).                                                                                       |
| Henri Jacquet-Addor (2) | 1930            | 1945          | Parti radical-démocratique (PRD)                           | Député au Grand Conseil (1929-1945).                                                                                       |
| Jean Glardon            | 1946            | 1949          | Parti radical-démocratique (PRD)                           | Ingénieur. Directeur de la Société électrique du Châtelard. Député au Grand Conseil (1945-1962).                           |
| Émile Favre             | 1950            | 1953          | Parti Socialiste (PSS)                                     | Député au Grand Conseil (1945-1954).                                                                                       |
| Ernest Truan            | 1954            | 1957          | Parti Socialiste (PSS)                                     | Employé des chemins de fer, cafetier-restaurateur. Député au Grand Conseil (1953-1974).                                    |
| Jean Glardon (2)        | 1958            | 1967          | Parti radical-démocratique (PRD)                           | Cf supra. |
| André Jaillet           | 1968            | 1985          | Parti radical-démocratique (PRD)                           | Député au Grand Conseil (1962-1978). Membre du conseil d'administration des Usines métallurgiques de Vallorbe (1973-1996). |
| Philippe Mamie          | 1986            | 2001          | Parti radical-démocratique (PRD)                           | Conseiller national (1991-1995)                                                                                            |
| Laurent Francfort       | 2002            | 2008          | Parti libéral (PLS)                                        | Décédé en fonction. |
| Stéphane Costantini     | 2009            | Actuellement  | Parti libéral (PLS), puis Parti libéral-radical (PLR).     | |

### Composition de la municipalité de Vallorbe
Le tableau ci-dessous présente la composition de la Municipalité de Vallorbe depuis 1921 :
Abréviations : PSS : Parti socialiste suisse ; Ind : Indépendants ; PRD : Parti radical-démocratique ; PLR : Parti libéral-radical ; PLS : Parti libéral suisse.
|      | PSS | Ind | PRD | PLR | PLS |
| ---- | --- | --- | --- | --- | --- |
| 1921 | 0   | 0   | 4   | 0   | 1   |
| 1925 | 0   | 5   | 0   | 0   | 0   |
| 1929 | 1   | 0   | 3   | 0   | 1   |
| 1933 | 1   | 0   | 3   | 0   | 1   |
| 1937 | 1   | 0   | 3   | 0   | 1   |
| 1941 | 1   | 0   | 3   | 0   | 1   |
| 1945 | 2   | 0   | 2   | 0   | 1   |
| 1949 | 3   | 0   | 2   | 0   | 0   |
| 1953 | 3   | 0   | 1   | 0   | 1   |
| 1957 | 2   | 0   | 2   | 0   | 1   |
| 1961 | 2   | 0   | 2   | 0   | 1   |
| 1965 | 2   | 0   | 2   | 0   | 1   |
| 1969 | 2   | 0   | 3   | 0   | 0   |
| 1973 | 2   | 0   | 2   | 0   | 1   |
| 1977 | 2   | 0   | 3   | 0   | 0   |
| 1981 | 2   | 0   | 3   | 0   | 0   |
| 1985 | 2   | 0   | 2   | 0   | 1   |
| 1989 | 2   | 0   | 2   | 0   | 1   |
| 1993 | 2   | 0   | 2   | 0   | 1   |
| 1997 | 1   | 0   | 3   | 0   | 1   |
| 2001 | 1   | 0   | 2   | 0   | 2   |
| 2006 | 2   | 0   | 1   | 0   | 2   |
| 2011 | 2   | 0   | 0   | 3   | 0   |
| 2016 | 1   | 1   | 0   | 3   | 0   |
| 2021 | 0   | 1   | 0   | 4   | 0   |

### Composition du conseil communal de Vallorbe
Le tableau ci-dessous présente la composition du Conseil communal de Vallorbe depuis 1921,,.
Abréviations : l'abréviation PLR comprend aussi bien la liste commune radicale-libérale présentée en 1945 que le Parti libéral-radical de 2011 ; PRD : Parti radical-démocratique ; PSS : Parti socialiste suisse ; PLS : Parti libéral suisse ; Ind : Indépendants ; JR : Jeunes radicaux ; EC : Entente communale ; UDC : Union démocratique du centre.
|      | PLR | PRD | PSS | PLS | Ind | JR | EC | UDC | Total |
| ---- | --- | --- | --- | --- | --- | -- | -- | --- | ----- |
| 1921 | 0   | 50  | 0   | 15  | 0   | 5  | 0  | 0   | 70    |
| 1925 | 0   | 0   | 0   | 18  | 45  | 7  | 0  | 0   | 70    |
| 1929 | 0   | 28  | 25  | 17  | 0   | 0  | 0  | 0   | 70    |
| 1933 | 0   | 30  | 21  | 13  | 6   | 0  | 0  | 0   | 70    |
| 1937 | 0   | 32  | 26  | 14  | 0   | 0  | 0  | 0   | 70    |
| 1941 | 0   | 34  | 23  | 13  | 0   | 0  | 0  | 0   | 70    |
| 1945 | 40  | PLR | 25  | PLR | 0   | 0  | 0  | 0   | 65    |
| 1949 | 0   | 30  | 40  | 0   | 0   | 0  | 0  | 0   | 70    |
| 1953 | 0   | 27  | 38  | 5   | 0   | 0  | 0  | 0   | 70    |
| 1957 | 0   | 30  | 29  | 6   | 0   | 0  | 0  | 0   | 65    |
| 1961 | 0   | 33  | 29  | 8   | 0   | 0  | 0  | 0   | 70    |
| 1965 | 0   | 32  | 31  | 7   | 0   | 0  | 0  | 0   | 70    |
| 1969 | 0   | 32  | 30  | 8   | 0   | 0  | 0  | 0   | 70    |
| 1973 | 0   | 27  | 29  | 9   | 0   | 0  | 0  | 0   | 65    |
| 1977 | 0   | 27  | 24  | 7   | 0   | 0  | 7  | 0   | 65    |
| 1981 | 0   | 27  | 24  | 9   | 0   | 0  | 5  | 0   | 65    |
| 1985 | 0   | 27  | 26  | 12  | 0   | 0  | 0  | 0   | 65    |
| 1989 | 0   | 28  | 26  | 11  | 0   | 0  | 0  | 0   | 65    |
| 1993 | 0   | 20  | 20  | 10  | 0   | 0  | 0  | 0   | 50    |
| 1997 | 0   | 21  | 18  | 11  | 0   | 0  | 0  | 0   | 50    |
| 2001 | 0   | 20  | 18  | 12  | 0   | 0  | 0  | 0   | 50    |
| 2006 | 0   | 18  | 17  | 15  | 0   | 0  | 0  | 0   | 50    |
| 2011 | 27  | 0   | 19  | 0   | 0   | 0  | 0  | 4   | 50    |
| 2016 | 25  | 0   | 17  | 0   | 0   | 0  | 0  | 8   | 50    |
| 2021 | 22  | 0   | 0   | 0   | 22  | 0  | 0  | 6   | 50    |

## Population et société

### Gentilé et surnom
Les habitants de la commune se nomment les Vallorbiers.
Ils sont surnommés les Tire-Lune. Il existe trois versions expliquant ce surnom : selon la première, un chasseur aviné aurait tiré dans l'Orbe sur le reflet de la lune ; selon la deuxième, un simplet du village aurait tiré sur la lune et, voyant une étoile filante, crut en avoir eu un brin ; enfin, selon la troisième, des tireur la commune voulurent tester la portée des carabines en tirant sur la lune.

### Démographie
Une thèse consacrée à la population de Vallorbe du XVIe siècle au début du XIXe siècle a mis en évidence certains éléments « atypiques » par rapport à d’autres terroirs. Ainsi, l'industrialisation de Vallorbe et la diversité de ses ressources ont entraîné des comportements originaux, notamment un âge au mariage sensiblement plus bas que dans de nombreuses régions, ou encore des migrations spécialisées. Une certaine aisance, un climat salubre et des améliorations sanitaires amènent une baisse importante de la mortalité et donc un allongement de la vie humaine entre le XVIIe siècle et le XVIIIe siècle. Ce phénomène, bien entendu, n’est pas propre à Vallorbe, mais joue ici sur des chiffres plus favorables dès la fin du XVIIe siècle. Comme les Français, les Vallorbiers, dès la fin du XVIIIe siècle, limitent très nettement la taille de leurs familles et se signalent ainsi, avec l’ensemble des Vaudois, à l’attention des démographes anciens.
L’industrialisation vallorbière n’est pas celle des faubourgs de grandes cités ou des villes ouvrières du XIXe siècle. Aussi, les mœurs sont-elles longtemps encore campagnardes, comme le montre la proportion très faible des naissances illégitimes. Dès la Révolution, cependant, on voit surgir des comportements nouveaux et l’on assiste, en même temps qu’à la baisse de fécondité légitime, à la montée de l’illégitimité et au début du concubinage.
Grâce aux sources, il est possible de saisir deux moments d’une longue évolution par les recensements de 1764 et 1799. Ces relevés dévoilent la structure par âge de la population et l’on relève la proportion déjà importante des personnes âgées, la force des classes actives et la part diminuée des jeunes. Ils montrent aussi que les Vallorbiers, comme la plupart des Européens, ont choisi de vivre dans des familles restreintes, les ménages limités aux parents et enfants formant une large majorité.
Vallorbe, sans révéler des comportements exceptionnels, se signale néanmoins par une démographie originale, qui combine les caractéristiques des pays de montagne, celles des régions industrialisées, et celles des paroisses réformées. Par certains aspects, notamment une faible mortalité infantile et une espérance de vie élevée, elle appartient à un groupe privilégié de l’Europe occidentale.

#### Évolution de la population
La commune compte 4 097 habitants au 31 décembre 2023 pour une densité de population de 177 hab/km2. Sur la période 2010-2023, sa population a augmenté de 23,7 % (canton : 18,6 % ; Suisse : 9,4 %).  

#### Pyramide des âges
En 2023, le taux de personnes de moins de 30 ans s'élève à 34,7 %, similaire à la valeur cantonale (34,6 %). Le taux de personnes de plus de 60 ans est quant à lui de 23,7 %, alors qu'il est de 22,5 % au niveau cantonal.
La même année, la commune compte 2 094 hommes pour 2 003 femmes, soit un taux de 51,1 % d'hommes, supérieur à celui du canton (49,1 %).
| Hommes | Classe d’âge | Femmes |
| ------ | ------------ | ------ |
| 0,3    | 90 ans ou +  | 1,5    |
| 6,2    | 75 à 89 ans  | 8,8    |
| 14,4   | 60 à 74 ans  | 16,1   |
| 21,3   | 45 à 59 ans  | 19,7   |
| 21,7   | 30 à 44 ans  | 20,8   |
| 17,9   | 15 à 29 ans  | 16,3   |
| 18,3   | - de 14 ans  | 16,8   |

| Hommes | Classe d’âge | Femmes |
| ------ | ------------ | ------ |
| 0,6    | 90 ans ou +  | 1,4    |
| 6,5    | 75 à 89 ans  | 8,7    |
| 13,5   | 60 à 74 ans  | 14,3   |
| 20,9   | 45 à 59 ans  | 20,9   |
| 22,3   | 30 à 44 ans  | 21,7   |
| 19,6   | 15 à 29 ans  | 17,7   |
| 16,6   | - de 14 ans  | 15,3   |

#### Origines de la population
Lors du Recensement fédéral de 2000, 31,1 % de la population a déclaré être née à Vallorbe même, 23,5 % dans le canton de Vaud, mais pas à Vallorbe, 11,5 % dans un autre canton suisse et 24,3 % à l'étranger. Les 915 personnes de nationalité étrangères établies à Vallorbe en l'an 2000 provenaient essentiellement des pays ou régions suivants : Italie (216), Yougoslavie (Serbie, Kosovo et Monténégro ; 163), France (147), Portugal (96), Afrique (86), Espagne (84) et Bosnie-Herzégovine (61). Sur les 194 personnes ayant une double nationalité, 95 étaient franco-suisses et 50 italo-suisses.

#### Langues
En 2000, 85,5 % des habitants parlent français, 3,5 % italien et 2,4 % albanais. L'industrialisation a conduit Vallorbe à voir son nombre d'habitants augmenter rapidement et la commune a atteint son plus haut point en 1912 (5 310 habitants). La population a ensuite baissé radicalement, le village perdant 16 % de sa population entre 1970 et 1980, suivant une tendance qu'ont connue beaucoup de communes suisses de la chaîne du Jura. Depuis le début des années 2000, la population a recommencé à augmenter régulièrement.

### Religion

#### Statistiques
Historiquement, Vallorbe est une commune protestante depuis les années 1530, à la suite de la conquête bernoise du canton de Vaud. Lors du recensement fédéral de 2000, 42,5 % de la population s'est déclarée protestante, 34,8 % catholique, 8,1 % sans appartenance religieuse, 7,4 % musulmane, 1,0 % orthodoxe. 5,5 % de la population n'a pas indiqué de réponse.

#### Paroisse protestante
La paroisse protestante de Vallorbe est rattachée à l'Église évangélique réformée du canton de Vaud.
Le lieu de culte des protestants a longtemps été l'Église Saint-Pancrace, qui était située près du cimetière actuel. Le temple actuel a été construit en 1712.

#### Paroisse catholique
La paroisse catholique de Vallorbe, Ballaigues et Vaulion est rattachée au Diocèse de Lausanne, Genève et Fribourg.
Vallorbe était, évidemment, catholique avant la Réforme et dépendait d'ailleurs directement du Prieuré de Romainmôtier. Il faudra attendre 1894 pour qu'une église catholique ouvre à nouveau ses portes à Vallorbe,. En 1897, la paroisse catholique de Vallorbe est créée, la commune ayant dépendu depuis 1887 de la paroisse de Jougne, en France voisine. En 1974, une nouvelle église, dédiée à Saint Romain, est construite et l'ancienne église est détruite,.

#### Églises évangéliques
L'église évangélique La Rencontre est rattachée à la Fédération Romande d'Églises Evangéliques (FREE). Son lieu de culte est situé à la rue de l'Agriculture.
L'église du Réveil est historiquement affiliée à l'Union des Églises Evangéliques de Réveil (UEER) ; elle se réunit au 9, rue de l'Ancienne-Poste (maison de la famille Tissot).

### Enseignement

#### Historique
Une école existe à Vallorbe depuis 1688 au moins. Une deuxième classe ouvre en 1712, suivie par une troisième en 1778. Les filles ont également droit à leur première classe cette année-là. En 1827, un bâtiment scolaire est construit non loin du temple protestant, les classes ayant été hébergées jusque-là dans le bâtiment communal. En 1900, une école primaire est construite dans le hameau du Day. De 1912 à 1915, un bâtiment scolaire et une salle de gymnastique sont construits à la rue Louis Ruchonnet par les architectes lausannois Taillens, Polla et Bertollini pour remplacer le bâtiment de 1827. Cinq ans plus tard, en janvier 1920, des cours de niveau secondaire commencent à être dispensés à Vallorbe. Le complexe scolaire du Simplon, abritant notamment des salles de gymnastique, de travaux manuels ou de couture, ouvre ses portes le 2 novembre 1984. Les écoles de Ballaigues sont rattachées à celles de Vallorbe en 1996, suivies par celles du Vallon du Nozon en 2001. Un nouveau bâtiment est inauguré en novembre 2012, à côté du collège de 1915.
Les écoles de Vallorbe ont été dirigées successivement par Louis Meylan (1920-1923), Benjamin Cornuz (1923-1932), Jean Dentan (1932-1956), Henri Pavillard (1956-1963), Jacques Le Roy (1963-1969), Jean-Claude Rosset (1969-1992), Jean-Philippe Dépraz (1992-2008), Dominique Valet (2008-2016) et Olivier Ponnaz (dès 2016).

#### Situations administrative actuelle
Les élèves de la commune de Vallorbe sont rattachés à l'Établissement scolaire primaire et secondaire de Vallorbe, Ballaigues et Vallon du Nozon, avec ceux des communes de Ballaigues, Bofflens, Bretonnières, Croy, Juriens, La Praz, Premier, Romainmôtier et Vaulion. L'enseignement est donné sur quatre sites, à Vallorbe, Ballaigues, Romainmôtier et Vaulion.
Les élèves qui souhaitent poursuivre leurs études au gymnase se rendent en principe au Gymnase d'Yverdon-les-Bains.

### Journaux
Le Journal de Vallorbe, qui existe encore aujourd'hui, commence à paraître le 29 juillet 1899. Il prend son nom actuel de Feuille d'Avis et Journal de Vallorbe le 6 mars 1903.
Si le Journal de Vallorbe n'aura qu'un seul concurrent, L'Écho du Mont-d'Or, qui ne paraîtra en plus qu'une seule fois, le 12 janvier 1911, différents journaux satiriques paraissant une fois par année se succéderont : F.M.R. de 1933 à 1941, On dit que... de 1941 à 1950, puis Le Canard dès 1950. Le premier était animé par les Scouts, le deuxième par la Société de jeunesse et le troisième par des membres de la chorale Persévérance.

### Vie culturelle, sociale et sportive

#### Tir
La première société de tir de Vallorbe remonte à 1594, date à laquelle a été fondée l'Abbaye des arquebusiers. Une Abbaye des Grenadiers est fondée en 1722 en souvenir de la bataille de Villmergen à laquelle des Vallorbiers ont pris part. Elle est dissoute en 1800. Enfin, l'Abbaye des fusiliers, appelée également Abbaye de l'Ascension en raison de la date à laquelle elle a lieu, existe, elle, de 1735 à 1840. Une nouvelle société, simplement appelée Abbaye de Vallorbe, est fondée le 21 août 1853 et dissoute en 2005 en raison de difficultés financières. En 2007, le tir est à nouveau représenté parmi les sociétés locales avec la création de la Confrérie des fusiliers de la truite.

#### Musique
Vallorbe compte plusieurs formations musicales, notamment le chœur La Persévérance (fondé en 1883 et exclusivement masculin jusqu'à la fin des années 1950), la chorale La Patriote (fondée en 1923) et la fanfare La Lyre de Vallorbe et Ballaigues (fondée en 1913). Une chorale des employés des Chemins de fer fédéraux (CFF) a également existé de 1906 à 1996.

#### Sports
Vallorbe compte de nombreux clubs sportifs, notamment la Société de gymnastique (fondée en 1904), la sous-section de Vallorbe du Club alpin suisse (fondée en 1926) dépendant de la section des Diablerets, le Vélo-Club Vallorbe (fondé en 1926), le Ski-Club Vallorbe (fondé en 1934), le Hockey-Club Vallorbe (fondé en 1949), les 200 km de Vallorbe (première édition en 1977), le Karaté Club Jaguar (fondé en 1992), le Football Club Val-Bal (fondé en 1998 lors de la fusion des clubs FC Ballaigues et Vallorbe-Sport (lui-même fondé en 1918)), le Club des Patineurs de Vallorbe (CPV), le Judo Club Vallorbe, le Pétanque club de Vallorbe, ou encore le Tennis club de Vallorbe.
Les infrastructures sportives se développent progressivement pendant le XXe siècle : la cabane du Mont d'Or du Club alpin suisse est inaugurée en 1931, suivie par la cabane Bellevue de la Fédération suisse de gymnastique douze ans plus tard et, enfin, de la cabane du Ski-Club à la Dent de Vaulion en 1949. La piscine ouvre en 1953, le stade dix ans plus tard.

#### Activités sociales
L'Association auprès des requérants d'asile de Vallorbe, œcuménique et humanitaire (ARAVOH) a été constituée en mai 2000 en prévision de l'ouverture d'un centre d'enregistrement des requérants d'asile.

#### Autres activités culturelles
Un ciné-club a été fondé en 1957.

## Économie

### Histoire économique

#### Agriculture
Un moulin semble avoir été établi très tôt au bord de l'Orbe. Longtemps possession du prieuré de Romainmôtier, il est cédé à la commune après la conquête bernoise. En 1624, une deuxième paire de meules est ajoutée et, en 1715, le moulin est reconstruit et étendu.

#### Industrie du fer
Les activités liées à la sidérurgie commencent en 1285,, sous l'impulsion de Gaufred, prieur de Romainmôtier, qui fait installer une ferrière à Vallorbe (au lieu-dit La Dernier) pour exploiter le bois et le minerai de fer du Jura, notamment du Mont d'Orzeires,. En 1530, la ferrière de La Dernier est amodiée par Étienne de Franquefort, une amodiation qui semble être restée dans la même famille depuis 1403 au moins. Deux autres forges sont créées relativement tôt, celle du Vivier et celle du Châtelard, près de La Jougnena. Cette dernière existe depuis 1515 au moins et est alors détenue par Michel et Claude Grobet.
En 1528, le prieur de Romainmôtier Claude d'Estavayer accorde à Pierre Vallotton le droit de reprendre la forge du Vivier, alors en ruine, ainsi que celui de construire un premier haut fourneau à Vallorbe. Construit dans le village actuel, il est suivi par un second en 1552 à La Dernier et par un troisième en 1637 au Vivier. L'approvisionnement en bois devient un enjeu toujours plus important et, dès 1559, les charbonniers s'organisent en compagnie.
Face à la concurrence franc-comtoise qui produit de la fonte à meilleur marché, les trois hauts fourneaux doivent pourtant fermer durant le XVIIe siècle, celui situé dans le village-même étant abandonné le dernier, en 1697, vingt-sept ans après la fermeture des deux premiers. À la fin du XVIe siècle, l'industrie du fer de Vallorbe bénéficie de l'arrivée de la famille de Hennezel, des Huguenots lorrains réfugiés dans le pays de Vaud dès 1573. Nicolas de Hennezel, qui avait acquis la seigneurie d'Essert-Pittet, et son cousin Pierre de Hennezel, détenteur du fief de La Robellaz, achètent également des terres à Vallorbe et deviennent bourgeois de Vallorbe en 1589. Deux ans plus tard, ils sont maîtres forgerons à Vallorbe et investissent des capitaux importants pour développer cette industrie.
Cela n'empêche toutefois pas le développement d'autres secteurs de la métallurgie, une série d'affineries étant créées successivement au village (1528), à La Dernier (1552), au Vivier (1637), aux Éterpaz (1675), au Cugillon (1681) et au Moutier (1869). Plus de cinquante forges sont bâties à Vallorbe entre 1600 et 1800. Certaines ne durent pas très longtemps - celle de Cugillon fermant dès 1689 - mais plusieurs resteront en activités jusqu'en 1882. Enfin, une aciérie ouvre au village en 1690. La clouterie se développe également progressivement à partir du milieu du XVIIe siècle, le nombre de cloutiers s'élevant à 108 en 1710, puis à 169 en 1832. En 1830, L. Vallotton introduit également la production de chaînes dans la forge de La Dernier. Cette industrie disparaîtra ensuite rapidement durant la deuxième moitié du XIXe siècle.
En 1746, une forge à canons de fusils est créée aux Éterpaz, en plus de l'affinerie existant depuis 1675. Elle portera plusieurs noms - en fonction de ses repreneurs - jusqu'à sa fermeture en 1882: Jaquet, Pierre-Alexis Perrard, Bailly Vandel, Reverchon et Vallotton et, enfin, Usines de Vallorbe et des Rondez. Si la production de fusils cesse à la fin du XIXe siècle, la société Leresche et Cie fabriquera des outils, mais également des crampons pour les chevaux de l'armée suisse, aux Éterpaz jusqu'en 1959,.
Au tout début du XIXe siècle, 70 % des travailleurs ont un emploi dans un domaine lié au fer.
Après l’essor de la clouterie au XVIIIe siècle et durant la première partie du XIXe siècle, c'est la production de limes (pour l'horlogerie d'abord, puis pour d'autres domaines, notamment dentisterie et mécanique) qui prend son envol. Le premier fabricant de limes de Vallorbe, Jacob Vallotton, est actif dès 1798. Il est suivi, en 1812, par Pierre-Isaac Grobet, puis, quelques années plus tard, par Jean-Louis Glardon. En 1870, sept usines différentes produisent 70 000 douzaines de limes par année. Les trois plus grandes d'entre elles, Antoine Glardon & Cie, Usines métallurgiques Grobet et Borloz et Noguet-Borloz, fusionnent en 1899 pour former les Usines métallurgiques de Vallorbe (UMV), encore en activité aujourd'hui.
Lors de l'Exposition nationale de 1896, plusieurs entreprises de Vallorbe obtiennent des médailles dans le secteur Métaux ouvrés : Grobet frères (médaille d'or), Leresche et Cie (médaille d'argent), ainsi qu'Ad. Vallotton et Truan-Jaillet (médailles de bronze).

#### Énergie
La centrale électrique du Day, troisième du canton, est construite en 1889. La Société électrique du Châtelard (SEC) et l'usine du même nom sont créées entre 1896 et 1897. L'usine électrique des Forces motrices des Lacs de Joux et de l'Orbe est inaugurée à La Dernier en 1904. Quelques années plus tard, en 1909-1910, c'est la Société du gaz de Vallorbe et l'usine du même nom qui sont fondées. C'est en 1910 également qu'est construite une usine thermique à la Grande-Fin. Un barrage sur la Jougnenaz est construit en 1937 au Pontet, suivi par un second au Châtelard en 1970. Le barrage de la Compagnie vaudoise d'électricité sur l'Orbe est inauguré en 1955.

#### Autres industries
La production de dentelles, de balances et l'horlogerie ont également joué un rôle dans l'histoire économique de Vallorbe. Par ailleurs, une usine de production de chaux et de ciment a été en activité aux Grands-Crêts de 1870 à 1933, tandis qu'une usine de production de chlorates (utilisées pour des désherbants ou des allumettes) a été alimentée par la centrale électrique du Day de 1889 à 1972.
La société Clématéite est créée en 1904 par des entrepreneurs nommés Clément et Matthey pour créer des pièces en matière isolante pour l'électrotechnique. La société a été intégrée au groupe des Câbleries et Tréfileries de Cossonay SA.
L'usine Posso, qui fabrique du matériel informatique et des cassettes magnétiques, s'implante à Vallorbe en 1970 comme filiale de l'entreprise parisienne du même nom fondée à la fin du XIXe siècle par Alfred Posso. En 1986, elle doit licencier 24 de ses 160 employés, puis 40 employés supplémentaires en octobre 1987. Plus tôt dans l'année 1987, le groupe Posso avait en revanche créé une société nommée Tecval Memories SA qui produit à Vallorbe des disques compacts.

### Structure économique actuelle

#### Emplois par secteurs économiques
En 2012, Vallorbe comptait 1 230 places de travail en équivalents plein temps. Sur ces 1 230 places, vingt-quatre se situaient dans le secteur primaire (1,9 %), 600 dans le secteur secondaire (48,8 %) et 606 dans le secteur tertiaire (49,3 %). Le secteur secondaire est nettement surreprésenté par rapport à la moyenne du canton de Vaud dans son ensemble (20,4 %), tandis que le secteur tertiaire est sous représenté (76,8 % en moyenne cantonale), confirmant ainsi la nature fortement industrielle de l'économie vallorbière. Au 31 décembre 2014, l'administration communale elle-même employait 39 personnes pour un total de 36.8 équivalents plein-temps.
Les aires industrielles et artisanales de la commune couvrent une superficie de dix-neuf hectares, auxquels il convient d'ajouter les 512 hectares de terres agricoles.

#### Agriculture
En 2013, Vallorbe comptait quinze exploitations agricoles employant vingt-huit personnes. En 2005, la commune de Vallorbe comptait 512 hectares de terres agricoles, se décomposant comme suit : 384 hectares de prairies naturelles et pâturages locaux, 91 hectares d'alpages, 33 hectares de terres arables et quatre hectares consacrés à l'arboriculture et à l'horticulture.

#### Industries
Si une partie importante des industries vallorbières actuelles sont implantées dans la zone industrielle et artisanale de Plan-Praz, ce n'est pas le cas de toutes, et notamment de la plus grande, les Usines métallurgiques de Vallorbe (UMV), implantées historiquement au Moutier.

##### Usines métallurgiques de Vallorbe (UMV)
Les Usines métallurgiques de Vallorbe (UMV) produisent des limes de précision, des échoppes et des scies. En 1899 sont fondées les Usines Métallurgiques de Vallorbe (UMV) lors de la fusion de trois entreprises vallorbières fabriquant des limes: Antoine Glardon & Cie, Usines métallurgiques Grobet et Borloz et Noguet-Borloz. De 1902 à 1918, les UMV disposent d'une filiale à Saint-Pétersbourg nommée Russkii Vallorb qui sera ensuite nationalisée. Entre les années 1920 et la fin des années 1940, les UMV traversent une crise qui conduit au renvoi progressif de deux tiers des employés. En 1982, l'entreprise connait des difficultés et doit se restructurer, passant de 466 employés en 1982 à 365 deux ans plus tard. En 1985, l'entreprise réengage et compte 436 employés au 30 juin 1985, puis 550 fin 1988. En avril 1989, des investisseurs lancent, sans succès, une offre publique d'achat (OPA) sur les UMV. En juillet 1989, Daniel Audemars devient directeur des UMV, succédant à Charles Montferrini en poste depuis 1972. En 2010, les UMV occupaient environ 320 personnes et vendaient des produits dans 85 pays. Les UMV sont le premier employeur de Vallorbe.

##### Divers
Outre les UMV, un certain nombre d'autres industries sont implantées à Vallorbe. C'est notamment le cas de la société Jaquet SA, l'entreprise vallorbière la plus ancienne encore en activité. Elle a d'abord été créée en tant que clouterie en 1675, puis a été une quincaillerie au centre du village, avant de s'installer à La Combettaz en 1975 où elle découpe et façonne de l'acier et vend des machines d'entreprises,. Elle est devenue une société anonyme en 1946. Des entreprises sont également actives dans le domaine de la robotique (K-Team SA), de l'électronique (Gigatec, implantée à Vallorbe depuis 1987), de l'injection plastique (BECO Précision SA, CEBO Injection sàrl), de la bijouterie (Scies Miniatures SA) ou de l'horlogerie (Manufacture Royale SA).
Un silo à céréales est construit au Day en 1979.

## Culture locale et patrimoine

### Patrimoine architectural et culturel
Le village de Vallorbe est inscrit à l'Inventaire fédéral des sites construits d'importance nationale à protéger en Suisse (ISOS) dans la catégorie des villages urbanisés, à l'instar d'autres villages industriels de l'arc jurassien, tels que Le Sentier, Sainte-Croix, Fleurier ou Saint-Imier.

#### Gare internationale de Vallorbe
La gare internationale de Vallorbe, construite entre 1913 et 1915, est classée parmi les biens culturels suisses d'importance nationale. Elle a été conçue par les architectes lausannois Jean Taillens et Charles Dubois.

#### Biens culturels suisses d'importance régionale
Deux bâtiments vallorbiers sont classés parmi les biens culturels suisses d'importance régionale : une maison de maître située à la rue du Tercasset no 30, et l'ancienne fabrique d'aiguilles Universo S.A. au chemin de la Foulaz. La construction du premier objet a été ordonnée par Henri Grobert-Roussy, alors co-directeur des Usines métallurgiques, en 1913 et réalisée par les architectes locaux Roulet et Huguenin.

#### Monuments d'intérêt régional selon le recensement architectural cantonal
En plus des biens culturels mentionnés ci-dessus et classés par la Confédération, le canton de Vaud a classé un certain nombre de bâtiments dans son recensement architectural au titre de monuments d'intérêt régional. Il s'agit notamment du Temple, sur lequel nous revenons plus bas, et de sa cure ; des grandes forges ; des anciennes usines de La Foulaz ; de la fontaine située à la place du Pont (1849) et de celle de la Catiaz ; de l'école du Day construite en 1900 par l'architecte lausannois Charles Borgeaud ; du casino construit en 1908 par le même architecte ; de l'usine électrique de La Dernier construite au tout début du vingtième siècle ; du collège de Vallorbe, construit en 1915 par les architectes Taillens et Bertolini ; de plusieurs maisons de maîtres, bourgeoises ou paysannes.

#### Temple de Vallorbe (1711-1712)

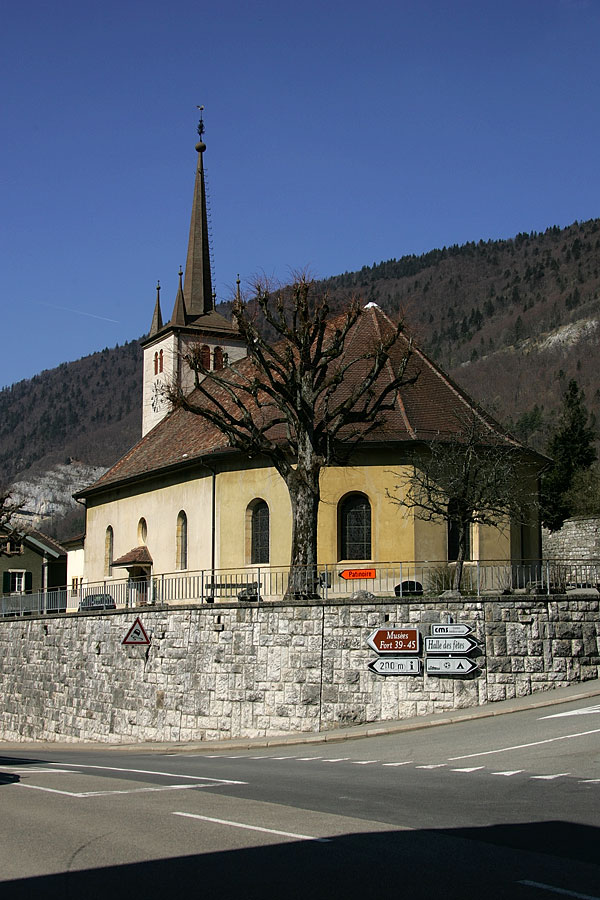
Vallorbe, temple, 1712.

L'ancienne église Saint-Pancrace, située non loin du cimetière actuel, délabrée et trop éloignée du centre du village, est reconstruite au début du dix-huitième siècle à un nouvel emplacement près de la cure et du clocher communal. Le plan de ce temple protestant est dû à l'architecte Jean-Gaspard Martin, alors occupé à l'église voisine de Ballaigues, et la première pierre est posée le 19 mai 1711. Le nouveau temple est largement financé par le canton de Berne, auquel Vallorbe est alors rattachée, mais les bourgeois de Vallorbe effectuent pas moins de 5 000 journées de travail non rémunéré. Des artisans neuchâtelois s’occupent de la maçonnerie, tandis que le tailleur de pierres Jacques Rochat, de Penthalaz, réalise la table de communion. La dédicace a lieu le 11 septembre 1712. L'une des trois cloches a été fondue en 1666.
Cet édifice, imposant par ses dimensions (29,50 m × 16,30 m sans compter le clocher-porche) est, à l'époque bernoise, le plus grand temple de campagne du Pays de Vaud. Des transformations modernes (1905 ; 1937-1942, architectes Frédéric Gilliard et Frédéric Godet) l’ont privé de son aménagement intérieur primitif en lui donnant une nouvelle disposition intérieure, de nouvelles fenêtres et en transformant des annexes de la tour.
L'orgue du temple est celui qui a été utilisé pendant l'Exposition nationale suisse de 1964.

#### Musées

##### Musée du fer et du chemin de fer
Le Musée du fer et du chemin de fer est consacré, comme son nom le laisse deviner, à l'histoire de la métallurgie et des chemins de fer à Vallorbe. Les collections du Musée du fer et du chemin de fer sont classées dans les biens culturels d'importance régionale. Le Musée du fer a ouvert ses portes en 1980 dans les murs des anciennes Grandes Forges,. En 1984, il s'est agrandi grâce au rachat de la Forge Estoppey. Il est complété par une section dédiée au chemin de fer en 1990. En 2014, deux nouvelles roues à aubes sont remises en fonction, portant le total à six. Cette même année, le Musée du fer et du chemin de fer a enregistré 10 769 entrées.
L'histoire industrielle de Vallorbe est d'ailleurs devenue, plus généralement, un argument touristique pour la commune puisque cette dernière fait partie du pays de la précision. C'est une ville étape de la « Route de l'Horlogerie ».

##### Fort de Pré-Giroud
Le Fort de Pré-Giroud, anciennes fortifications militaires datant de la Seconde Guerre mondiale, est ouvert au public depuis juin 1988. Les collections du Fort de Pré-Giroud sont classées dans les biens culturels d'importance régionale. En 2014, le Fort de Pré-Giroud a enregistré 7 354 entrées.

### Patrimoine naturel

#### Espaces protégés
L'Office fédéral de l'environnement (OFEV) a inscrit plusieurs sites de la commune de Vallorbe à l'Inventaire fédéral des prairies et pâturages secs d'importance nationale (PPS). Il s'agit des objets no 6366 (4,3 hectares), 6367 (4,2 hectares) et 6368 (4,1 hectares).
Le territoire de la commune de Vallorbe est partiellement couvert par deux réserves de faune délimitées par le canton de Vaud et dans lesquelles la chasse est en principe interdite : la Réserve de la Dent de Vaulion - lac Brenet et la Réserve de la Côte de Pralioux.

#### Grottes
Les grottes de Vallorbe, exemple de processus de karstification, ont été ouvertes au public en 1974. En 1985, les grottes de Vallorbe figurent parmi les membres fondateurs de l'Association suisse des exploitants de cavernes aménagées pour le tourisme (ASECAT). Durant l'été 1986, une galerie artificielle est creusée pour faciliter le flux des visiteurs. Le Trésor des fées, qui présente une collection de minéraux, est ouvert en 1992. Une nouvelle salle, nommée la cathédrale, est ouverte au public en 2011. En 2014, les Grottes de Vallorbe ont enregistré 55 997 entrées.
Les  grottes aux Fées (petite et grande), situées dans la reculée de la Dernier, qui ont inspiré de nombreuses légendes, se trouvent également sur le territoire de la commune.

#### Parc animalier
L'alpage du Mont d'Orzeires, à proximité du col éponyme, accueille des bisons depuis 1987. Renommé Juraparc entre temps, il a ensuite accueilli des loups et des ours à partir de 2002. En 2014, le Juraparc a enregistré 50 250 entrées.

### Personnalités
Avant le début du XXe siècle, seule une quinzaine de familles encore établies dans la commune disposaient de la bourgeoisie de Vallorbe. Il s'agit des familles Amey (depuis 1488), Clément, de Hennezel, Falcy, Fauconnet, Favre (1523), Francfort, Glardon (1403), Grobet, Grobéty, Jaillet (1403), Jaquet (1523), Matthey, Roy, Truan et Vallotton. On retrouve ainsi logiquement des membres de ces familles dans les différentes fonctions et à différentes périodes de l'histoire de la commune de Vallorbe.
La famille Glardon a ainsi donné à la commune deux syndics, Émile David Glardon - municipal de 1874 à 1913, syndic de 1885 à 1913, député de 1886 à 1913 - et Jean Glardon, syndic de 1946 à 1949 et 1958 à 1967, mais également plusieurs entrepreneurs, dont David Glardon (1840-1904), industriel, fondateur avec son père Antoine de la fabrique de limes « Antoine Glardon-Paillard » (1873) qui sera l'une des entreprises à l'origine des Usines métallurgiques de Vallorbe (UMV) ou Jean-François Glardon, inventeur en 1814 d'un pistolet tirant sept coups. Auguste Glardon (1839-1922), pasteur presbytérien et auteur de Missions en Inde et d'une biographie de Charles Finney est lui aussi originaire de Vallorbe.
La famille Vallotton est également bien représentée dans l'histoire de la commune. Au XVIe siècle, Pierre Vallotton est ainsi le premier vallorbier à obtenir l'autorisation de construire un haut-fourneau. Ce sont des Vallotton qui vendent, au XIXe siècle, divers alpages à la commune. Plusieurs membres de cette famille établis hors de Vallorbe se signaleront également, qu'il s'agisse de Pierre-François Vallotton, auteur de Vallorbe, esquisse géographique, statistique et historique en 1875, du peintre et graveur sur bois Félix Vallotton (1865-1925), de l'écrivain Benjamin Vallotton (1877-1962) ou du conseiller national Henry Vallotton (1891-1971). Les autres « vieilles familles » de Vallorbe ne sont pas en reste, que l'on pense à Henri Grobet (1864-1930), né à Vallorbe, directeur des UMV, député et Conseiller National (1919-1922, 1924-1928) ou à André Jaillet (1915-1996), syndic (1968-1985), député (1962-1978) et membre du conseil d'administration des Usines métallurgiques de Vallorbe (1975-1996).
De nombreuses familles, provenant d'autres régions helvétiques ou d'autres pays, ont accédé à la bourgeoisie de Vallorbe depuis le début du XXe siècle ou ont, plus simplement, joué un rôle dans la vie de la cité. On peut par exemple penser à Philippe Mamie (né en 1944), syndic (1986-2001) et conseiller national (1991-1995), à Carlo Trinco, dessinateur de bandes dessinées, ou à Stéphane Costantini, syndic de la commune depuis 2009. Le peintre Sébastien Mettraux est également natif de la commune.

### Armoiries
D'or à la bande ondée d'azur chargée d'une truite au naturel. Les truites renommées de l'Orbe sont devenues l'emblème de la localité et ont fourni le thème des armoiries, attestées depuis le  XVIIIe siècle et entérinées officiellement par un décret du Conseil d'État vaudois du 10 février 1925.